# Marange-Diamantenfelder
Die Marange-Diamantenfelder sind ein 68.500 Hektar großes Gebiet in Simbabwe. Die Diamantenfelder liegen im Distrikt Chiadzwa, im Wahlbereich Mutare West.
Die Hauptmine des Areals ist die Mbada-Mine.

## Geschichte
2008 übernahm das Militär von Simbabwe gewaltsam die Kontrolle über die Minen. Dabei sollen nach Angaben von Menschenrechtsgruppen rund 200 Menschen ums Leben gekommen sein.
2009 wurde der Handel mit Diamanten aus dem Marangegebiet aufgrund des Kimberley-Prozesses zeitweise untersagt. Ende Juni 2011 bekamen zwei Unternehmen die Erlaubnis, wieder Diamanten zu exportieren, da sie nunmehr die Anforderungen des Kimberley-Prozesses erfüllen.
Im August 2011 berichtete die BBC von Zwangsarbeit und Folter in den Minen durch Polizei und Militär. Es sollen zwei Folterlager auf dem Gebiet existieren. Eines soll sich in der Nähe der Mbada-Mine befinden und ein anderes nahe Muchena. Bergbauminister Obert Mpfofu wies die Anschuldigungen zurück und die EU-Außenbeauftragte Catherine Ashton forderte „stichhaltige Beweise“ für die Behauptungen, da frühere Untersuchungen der Europäischen Union nichts Konkretes ergeben hatten.